# Timon Maurer
Timon Maurer (* 1. Oktober 2000 in Wien) ist ein österreichischer Kanute. Bei den Kanurennsport-Europameisterschaften 2024 gewann er die Bronzemedaille über 500 Meter im Kajak-Einer (K1).

## Leben
Timon Maurer aus Wördern in Niederösterreich vom Wiener Verein Schwarz Weiß-Westbahn  belegte bei seinem ersten Weltcup-Rennen im Mai 2022 im Kajak-Einer über 500 Meter den 3. Platz. Im Juni 2023 wurde er bei den Europaspielen in Krakau bei den Kanu-Sprint-Bewerben im Kajak-Einer-Finale über 500 Meter Sechster. Bei den Kanurennsport-Weltmeisterschaften 2023 in Duisburg erreichte er im Kajak-Einer über 500 m ebenfalls Rang sechs.
Im Mai 2024 wurde er bei der Regatta in Szeged über 1.000 m Kajak Fünfter und verpasste damit die Qualifikation für die Olympischen Sommerspiele in Paris. Bei den Kanurennsport-Europameisterschaften 2024 in Szeged holte er am 14. Juni 2024 die Bronzemedaille im Kajak-Einer über 500 Meter hinter dem Ungarn Ádám Varga und dem Portugiesen Fernando Pimenta. Im August 2024 belegte er bei den Weltmeisterschaften in Samarkand in Usbekistan im Kajak-Einer über 500 m Gesamtrang zwölf.
Im Oktober 2024 wurde er neben Felix Oschmautz zum erstmals ausgetragenen ICF Supercup in Hangzhou in China eingeladen.

## Erfolge (Auswahl)
- 2022: Kanurennsport-Europameisterschaften 2022 – K-1 500 m – 5. Platz
- 2022: Kanurennsport-Europameisterschaften 2022 – K-1 1000 m – 11. Platz
- 2023: Europaspiele 2023/Kanu – K1 500 m – 6. Platz[6]
- 2023: Kanurennsport-Weltmeisterschaften 2023 – K1 500 m – 6. Platz[7]
- 2024: Kanurennsport-Europameisterschaften 2024 – Bronzemedaille K1 500 m[4]